# Le Luhier
Le Luhier ist eine französische Gemeinde mit 243 Einwohnern (Stand: 1. Januar 2022) im Département Doubs in der Region Bourgogne-Franche-Comté.

## Geographie
Le Luhier liegt auf 809 m, 13 Kilometer nordnordöstlich von Morteau und etwa 15 Kilometer nordwestlich der Stadt La Chaux-de-Fonds (Luftlinie). Das Dorf erstreckt sich im Jura in einer Mulde im Westen des Hochplateaus von Maîche, am Nordfuß des Mont Repentir. Das Gemeindegebiet gehört zum Regionalen Naturpark Doubs-Horloger.
Die Fläche des 5,21 km² großen Gemeindegebiets umfasst einen Abschnitt des französischen Juras. Der Hauptteil des Gebietes wird von der leicht gewellten Hochfläche eingenommen, die durchschnittlich auf 820 m liegt. Sie ist überwiegend mit Wies- und Weideland bestanden, weist im Osten mit der Grande Aige jedoch auch eine größere Waldfläche auf. Das Plateau besitzt keine oberirdischen Fließgewässer, weil das Niederschlagswasser im verkarsteten Untergrund versickert. Leicht eingesenkt in das Plateau sind zwei Talmulden, die topographisch zum Einzugsgebiet des Baches Pissoux (Zufluss des Dessoubre) gehören. Nach Süden erstreckt sich das Gemeindeareal über einen bewaldeten Hang auf den Mont Repentir, auf dem mit 1050 m die höchste Erhebung von Le Luhier erreicht wird. Der Mont Repentir ist ein Teil des breiten Höhenrückens von Le Mémont. Dieser Höhenzug bildet in geologisch-tektonischer Hinsicht eine Antiklinale des Faltenjuras und ist gemäß der Streichrichtung des Gebirges in dieser Region in Richtung Südwest-Nordost orientiert.
Zu Le Luhier gehören der Weiler Les Guérites (835 m) auf dem Plateau am Nordfuß des Mont Repentir sowie verschiedene Einzelhöfe. Nachbargemeinden von Le Luhier sind Montbéliardot im Norden, Bonnétage und Le Russey im Osten, Le Mémont im Süden sowie Mont-de-Laval im Westen.

## Geschichte
Im Mittelalter gehörte Le Luhier zur Herrschaft Réaumont, die unter der Oberhoheit der Herren von Montfaucon, ab dem 15. Jahrhundert unter derjenigen der Grafen von Montbéliard stand. Zusammen mit der Franche-Comté gelangte das Dorf mit dem Frieden von Nimwegen 1678 an Frankreich.
Mit 1. Januar 2009 erfolgte eine Änderung der Arrondissementszugehörigkeit der Gemeinde. Bislang zum Arrondissement Montbéliard gehörend, kamen alle Gemeinden des Kantons zum Arrondissement Pontarlier.

## Sehenswürdigkeiten

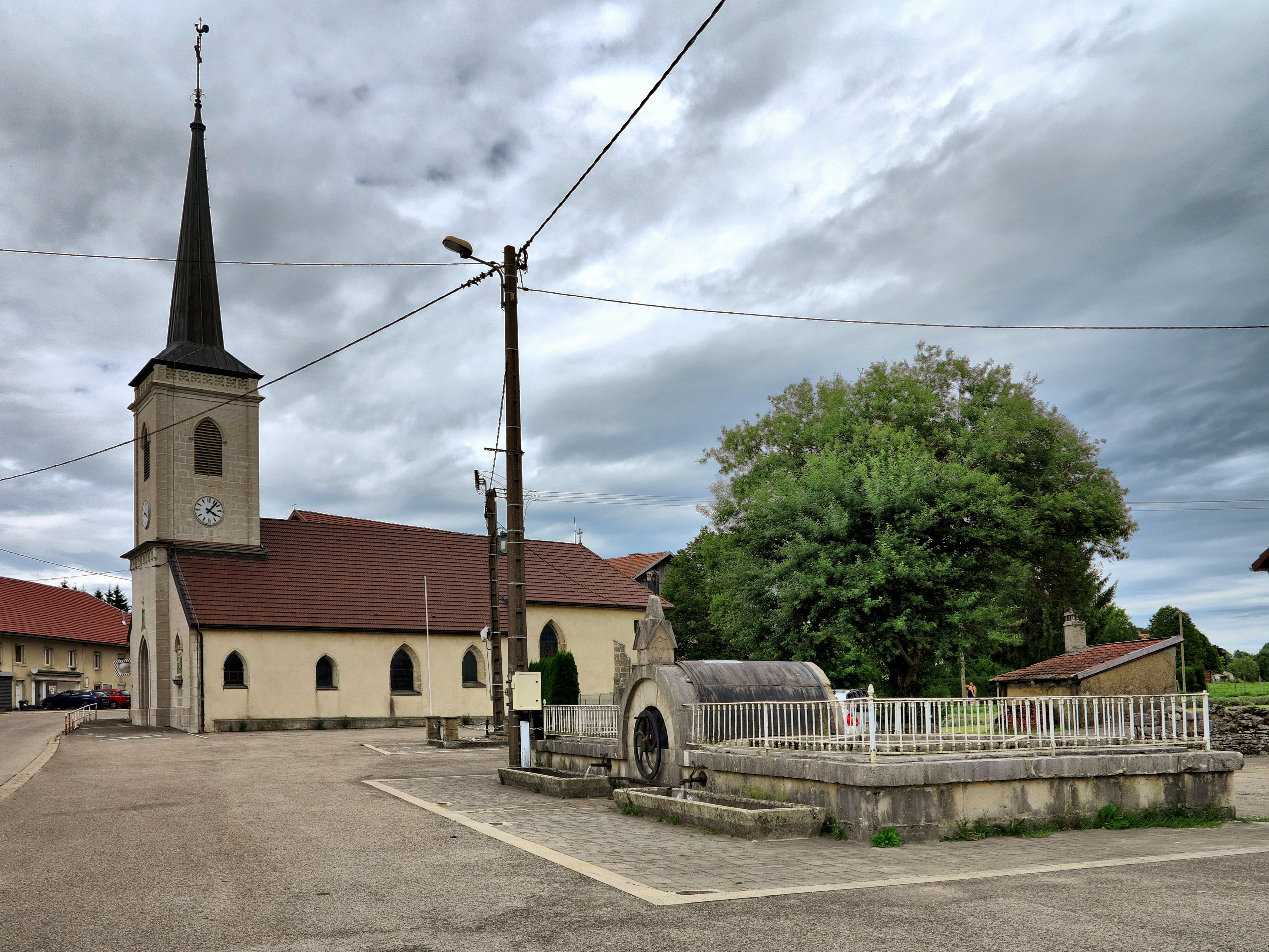
Kirche Saint-Hubert

Die Dorfkirche Saint-Hubert in Le Luhier wurde im 16. Jahrhundert im Stil der Spätgotik erbaut, während der Glockenturm aus dem 19. Jahrhundert stammt.

## Bevölkerung
| Jahr                       | 1962 | 1968 | 1975 | 1982 | 1990 | 1999 | 2016 |
| Einwohner                  | 191  | 162  | 137  | 148  | 160  | 146  | 217  |
| Quellen: Cassini und INSEE |      |      |      |      |      |      |      |

Mit 243 Einwohnern (Stand 1. Januar 2022) gehört Le Luhier zu den kleinsten Gemeinden des Départements Doubs. Nachdem die Einwohnerzahl in der ersten Hälfte des 20. Jahrhunderts deutlich abgenommen hatte (1891 wurden noch 256 Personen gezählt), wurden seit Beginn der 1970er Jahre nur noch geringe Schwankungen verzeichnet.

## Wirtschaft und Infrastruktur
Le Luhier war bis weit ins 20. Jahrhundert hinein ein vorwiegend durch die Landwirtschaft (Viehzucht und Milchwirtschaft, etwas Ackerbau) und die Forstwirtschaft geprägtes Dorf. Noch heute leben die Bewohner zur Hauptsache von der Tätigkeit im ersten Sektor. Außerhalb des primären Sektors gibt es nur wenige Arbeitsplätze im Dorf. Einige Erwerbstätige sind auch Wegpendler, die in den umliegenden größeren Ortschaften ihrer Arbeit nachgehen.
Die Ortschaft liegt abseits der größeren Durchgangsstraßen an einer Departementsstraße, die von Maîche nach Orchamps-Vennes führt. Weitere Straßenverbindungen bestehen mit Laval-le-Prieuré und Le Mémont.